# Джейкоб Шик

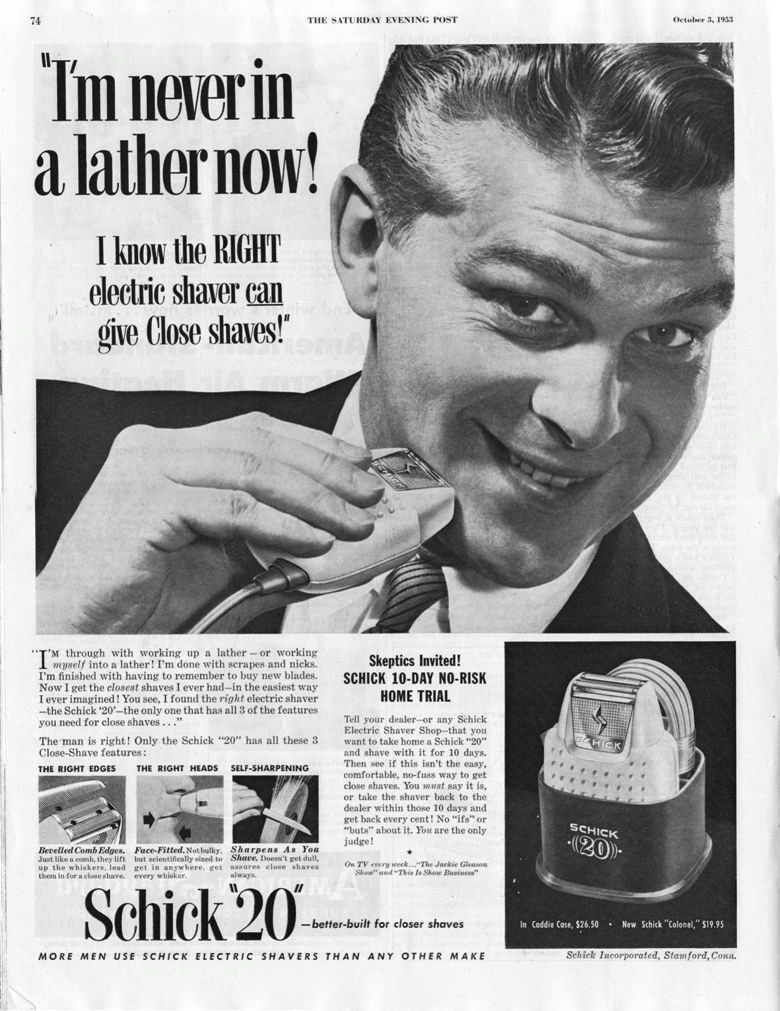
Реклама електробритви Якоба Шика

Джейкоб Шик (англ. Jacob Schick; 16 вересня 1877, Оттумва, Айова — 3 липня 1937, Монреаль, Квебек, Канада) — американський винахідник і підприємець, підполковник армії США, засновник компанії з виробництва бритв Schick Dry Shaver.
В 1921 натхненний військовою гвинтівкою з магазином, винайшов бритву зі змінними лезами, які зберігались всередині ручки бритви. Механіка бритви дозволяла замінити старе лезо, не торкаючись поверхні нового. Леза постачались в касетах, які легко вставлялися в бритву.
В 1923 отримав перший патент на електробритву.
В 1935 став громадянином Канади, щоб уникнути розслідування комітету Конгресу про ухилення від сплати податків.